# Cysteamina
Cysteamina (łac. mercaptaminum) – organiczny związek chemiczny, najprostszy stabilny aminotiol. Amina biogenna powstająca jako produkt degradacji aminokwasu cysteiny.

## Zastosowanie w medycynie
Pod nazwą Cystagon cysteamina jest używana w leczeniu cystynozy i cystynurii, chorób polegających na nadmiernym wydzielaniu dimeru cysteiny – cystyny. Cysteamina przecina wiązania dwusiarczkowe w cystynie umożliwiając wydalenie nadmiaru cysteiny z organizmu.
Jest używana do leczenia choroby popromiennej. Wchodzi w skład indywidualnego pakietu radioochronnego.
Cysteamina jest podstawowym substratem do produkcji ranitydyny. 
W roku 2008 firma Raptor Pharmaceuticals rozpoczęła II fazę badań klinicznych preparatu opartego na dwuwinianie cysteaminy o przedłużonym uwalnianiu, jako leku na chorobę Huntingtona. Cysteamina o przedłużonym uwalnianiu jest także badana pod kątem przydatności w leczeniu choroby Battena i niealkoholowego stłuszczeniowego zapalenia wątroby.